# Silke Hörner
Silke Hörner, född 12 september 1965 i Leipzig, är en före detta östtysk simmare.
Hörner blev olympisk guldmedaljör på 200 meter bröstsim vid sommarspelen 1988 i Seoul.